# Presa de Canelles
La Presa de Canelles és una obra d'Os de Balaguer a cavall amb Estopanyà a Aragó, a la comarca de la Noguera. És inclosa a l'Inventari del Patrimoni Arquitectònic de Catalunya. És l'obra de l'enginyer estructural Eduardo Torroja Miret (1899-1961) i la central hidroeléctrica és de l'enginyer català Victorià Muñoz i Oms (1900-2000).

## Descripció
La presa és de grans dimensions: 210 metres de longitud i 150 metres d'alçada. Quan era nova era la més alta d'Espanya.
Les característiques de l'espai van determinar la construcció d'una volta de formigó. Se'n van cercar les característiques morfològiques ideals sobre models experimentals del projecte.
La infraestructura va començar a funcionar tan bon punt va acabar-se l'obra tot i que la cota d'embassament va quedar limitada perquè quan van omplir-la van veure que tenia fugues d'aigua. Entre 1971 i 1973 van posar remei i van posar una pantalla d'impermeabilització a tots dos marges i al peu de la presa. Els dos anys següents va reforçar-se també el marge dret.
Com que els sobreeixidors de la presa són a 300 metres més a dalt, l'intradós podia mantenir-se sec i que la presa pogués recórrer per fora sense necessitat de construir una galeria interior. Amb els diferents bancals que creen les bandes horitzontals, es pot reduir la secció i alhora crear passos sobre els que hi ha les escales metàl·liques.
Amb la connexió entre l'estrep dret convex i la superfície còncava de la volta, el conjunt adquireix la imatge d'una superfície plegada entre les muntanyes.  Al peu de la presa es va construir una central hidrolelèctrica de caverna i excavada dins de la muntanya al marge esquerre del riu. S'hi accedeix per un túnel excavat a la roca.

## Història
L'embassament fruit de la presa de Canelles és el més gran de la conca del riu Noguera Ribagorçana (680 Hm³ = 680 mil milions de litres d'aigua)i un dels més grans del Sistema Hidrogràfic de l'Ebre.
La presa va ser construïda en temps rècord per la Empresa Nacional Hidroelèctrica de la Ribagorçana (ENHER) de 1953 a 1959, a l'auge hi van treballar unes 2800 persones. Abans d'encetar les obres, es va haver de desviar el caudal del riu Noguera Ribagorçana mitjançant petites preses i un túnel per assecar tota la zona de treball. Va ser inaugurat pel dictador Francisco Franco el 3 de juliol de 1959.
A causa de les grans dimensions, en poques ocasions s'ha omplert totalment l'embassament. Tot i les dificultats, la construcció de la presa va ser un dels successos més importants de l'enginyeria de l'època.

## Visites
Hi ha un Centre Interpretació de l'Energia i Geologia de la presa de Canelles, a l'interior del recinte de la central, al costat del riu.